# Seedorf (Uri)
Seedorf (toponimo tedesco) è un comune svizzero di 1 794 abitanti del Canton Uri.

## Geografia fisica
Seedorf si affaccia sul lago dei Quattro Cantoni.

## Monumenti e luoghi d'interesse

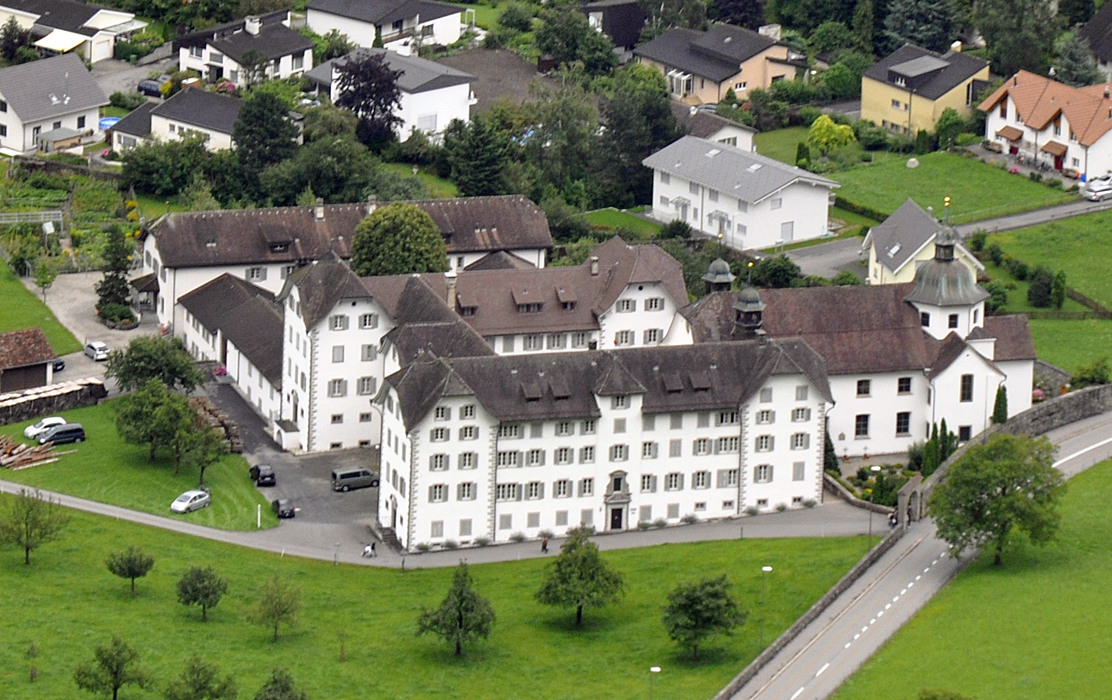
L'abbazia di Seedorf

- Abbazia di Seedorf, attestata dal XIII secolo[1];
- Chiesa parrocchiale cattolica di Sant'Ulrico, attestata dal 1400 circa[1].

## Società

### Evoluzione demografica
L'evoluzione demografica è riportata nella seguente tabella (fino al 1799 con Bauen):
Abitanti censiti

## Amministrazione
Ogni famiglia originaria del luogo fa parte del cosiddetto comune patriziale e ha la responsabilità della manutenzione di ogni bene ricadente all'interno dei confini del comune.